# NEOSTEL
Il  Near Earth Object Survey TELescope (in italiano "Telescopio di Sorveglianza degli Oggetti Vicino alla Terra") abbreviato in NEOSTEL e conosciuto anche come "Flyeye", è un sistema di rilevamento e monitoraggio astronomico di oggetti near-Earth di dimensioni pari o superiori ai 40 m, in grado di dare un preallarme alcune settimane prima del eventuale impatto con la terra e per l’osservazione dello spazio più profondo, ottenuto per mezzo di innovativi telescopi ottici
NEOSTEL è un progetto finanziato dall'Agenzia Spaziale Europea, presentato con un prototipo della OHB. Il telescopio appartiene alla nuova tipologia di ottiche "fly-eye" ispirate all'ampio campo visivo dell'occhio composto degli insetti.
In termini di capacità di concentrazione della luce, la dimensione dello specchio primario non è direttamente comparabile con quella di telescopi ottici più convenzionali a causa del design innovativo, ma è equivalente a quella di un telescopio convenzionale con specchio primario di 1 m e dovrebbe avere un magnitudine limite di circa 21.

## Ottiche
La caratteristica "fly eye" del telescopio si riferisce all'uso di un'ottica composita, invece di una singola ottica usata nei telescopi ottici convenzionali.

## Sito
Nelle intenzioni del progetto, Il primo telescopio verrà costruito in Sicilia, a Isnello, ed entrerà in funzione non prima del 2025 in un sito in via di realizzazione collocato sul Monte Mufara.